# Winthemia brasiliensis
Winthemia brasiliensis är en tvåvingeart som först beskrevs av Townsend 1927.  Winthemia brasiliensis ingår i släktet Winthemia och familjen parasitflugor. Inga underarter finns listade i Catalogue of Life.